# Rauanheimo Oy
Rauanheimo Oy, även M. Rauanheimo Ab, Oy,  är ett företag i Finland. Företaget har sysslat med rederiverksamhet och senare fungerat som hamnoperatör. 

## Historia
Rauanheimo Oy grundades av Mauri Rauanheimo(fi) (1902–1938) i Petsamo. År 1940 såldes företaget till Nordström & Thulin som 1945 flyttade huvudkontoret till Kokkola. Under 1940-talet uppgick rederiet Otto Rodén (grundat 1884) i Rauanheimo Oy. Under 1960-talet ägde företaget bland annat färjorna Coccolita och Oulutar som trafikerade Skelleftehamn–Gamla Karleby och Skelleftehamn–Jakobstad.
Efter att ha varit i Nordström & Thulins ägo fram till 1983 ändrades ägarförhållandena och företaget såldes till Auto-Haro Oy. År 2001 organiserades verksamheten in i KWH-koncernen. År 2014 hade företaget 155 anställda och omsättningen uppgick till 652 miljoner. Företaget startade ett kontor i Moskva och etablerade verksamhet i Lovisa 2017. Året därpå etablerade företaget sig även i Björneborg, Uleåborg och Mussalo för att 2019 även expandera till Hangö. År 2020 tecknades avtal med Outokumpu Shipping Oy om kranverksamheten i Torneå hamn.
Bloomberg beskrev verksamheten 2024 "Bolaget erbjuder hamngodshanteringstjänster, spedition, fraktaktiviteter, lagerhållning och annan logistik. M. Rauanheimo betjänar internationella kunder främst inom sjötransporter i Finland".